# 阿尔伯特·马卡绍夫
阿尔伯特·马卡绍夫（俄语：Альберт Михайлович Макашóв， 1938年6月12日—）是一位俄罗斯军官和主張民族主義-共产主义的政治人物。

## 生平
阿尔伯特·马卡绍夫毕业于塔什干高等联合武装指挥学校。 1979年成为蘇聯红军少将並在高加索地区服役。
1989年，阿尔伯特·马卡绍夫當選最高苏维埃議員。他還參加了1991年俄罗斯总统选举。他反對苏联解體，主張蘇聯及其武裝力量應該繼續存在。 他反对俄罗斯工业私有化，並认为企业应该由工人合作社控制。他还提议俄罗斯苏维埃联邦社会主义共和国的议会和地方苏维埃應由工人集体选举产生，而不是通过普选产生。 马卡绍夫希望能爭取军人和愛國者的支持， 最終马卡绍夫的支持率達3.74%。
他是八一九事件的支持者。1993年俄罗斯宪政危机期间，他反對葉利欽，並负责白宫的保卫工作。10月3日，阿尔伯特·马卡绍夫衝破了警察設置的警戒线並占领了莫斯科市长办公室，他還試圖攻佔奧斯坦金諾電視塔。
反葉利欽勢力被镇压后，马卡绍夫和其他一些反对派人士被捕。马卡绍夫被特赦出獄後，他當選国家杜马議員，當時他是俄罗斯联邦共产党的黨員。
一些人指责阿尔伯特·马卡绍夫是反犹太主义者。根据反诽谤联盟和苏联犹太人全国会议的一份报告，阿尔伯特·马卡绍夫曾經認為国家的经济问题是由犹太人引起，并主张控制犹太人人口數量。” 
1999年，阿尔伯特·马卡绍夫在一次会议上公開呼籲要驱逐所有犹太人，之後有人试图以仇恨言论起诉阿尔伯特·马卡绍夫。  1999年，大衛·杜克访问莫斯科時会见了马卡绍夫，并表示他支持马卡绍夫。 